# Higashiōsaka
Higashiōsaka (東大阪市?, Higashiōsaka-shi) è una città giapponese della prefettura di Osaka.

## Storia
La città venne costituita il 1º febbraio 1967 dalla fusione di tre città della zona orientale della prefettura di Ōsaka: Fuse (布施?), Kawachi (河内?) e Hiraoka (枚岡?). Higashiōsaka letteralmente significa "Ōsaka Est".